# His Robe of Honor
His Robe of Honor er en amerikansk stumfilm fra 1918 af Rex Ingram.

## Medvirkende
- Henry B. Walthall som Julian Randolph
- Mary Charleson som Roxana Frisbee
- Lois Wilson som Laura Nelson
- Noah Beery som Nordhoff
- Joseph J. Dowling som Bruce Nelson